# ۲۴۲ (میلادی)
۲۴۲ (میلادی) دویست و چهل و دومین سال تقویم میلادی است.

## زادگان
- سالونینوس، امپراتور روم

## درگذشتگان
‎